# Vallègue
Vallègue est une commune française située dans l'est du département de la Haute-Garonne, en région Occitanie.
Sur le plan historique et culturel, la commune est dans le Lauragais, l'ancien « Pays de Cocagne », lié à la fois à la culture du pastel et à l’abondance des productions, et de « grenier à blé du Languedoc ». Exposée à un climat océanique altéré, elle est drainée par le ruisseau des Barelles et par divers autres petits cours d'eau.
Vallègue est une commune rurale qui compte 505 habitants en 2022, après avoir connu une forte hausse de la population depuis 1962. Elle fait partie de l'aire d'attraction de Toulouse. Ses habitants sont appelés les Valléguois et Valléguoises.
Le patrimoine architectural de la commune comprend un immeuble protégé au titre des monuments historiques : le château, inscrit en 2003.

## Géographie

### Localisation
La commune de Vallègue se trouve dans le département de la Haute-Garonne, en région Occitanie.
Elle se situe à 32 km à vol d'oiseau de Toulouse, préfecture du département, et à 21 km de Revel, bureau centralisateur du canton de Revel dont dépend la commune depuis 2015 pour les élections départementales.
La commune fait en outre partie du bassin de vie de Villefranche-de-Lauragais.
Les communes les plus proches sont : 
Saint-Vincent (1,8 km), Lux (2,7 km), Rieumajou (3,1 km), Cessales (3,8 km), Trébons-sur-la-Grasse (3,9 km), Folcarde (3,9 km), Juzes (4,0 km), Villefranche-de-Lauragais (4,0 km).
Sur le plan historique et culturel, Vallègue fait partie du Lauragais, occupant une vaste zone, autour de l’axe central que constitue le canal du Midi, entre les agglomérations de Toulouse au nord-ouest et Carcassonne au sud-est et celles de Castres au nord-est et Pamiers au sud-ouest. C'est l'ancien « Pays de Cocagne », lié à la fois à la culture du pastel et à l’abondance des productions, et de « grenier à blé du Languedoc ».
Vallègue est limitrophe de six autres communes.
Les communes limitrophes sont  Avignonet-Lauragais, Lux, Montgaillard-Lauragais, Saint-Vincent, Trébons-sur-la-Grasse et Villefranche-de-Lauragais.
| Trébons-sur-la-Grasse     | Saint-Vincent       |     |
| Montgaillard-Lauragais    | Vallègue            | Lux |
| Villefranche-de-Lauragais | Avignonet-Lauragais |     |

### Géologie et relief
La superficie de la commune est de 418 hectares ; son altitude varie de 197  à   261 mètres.

### Hydrographie

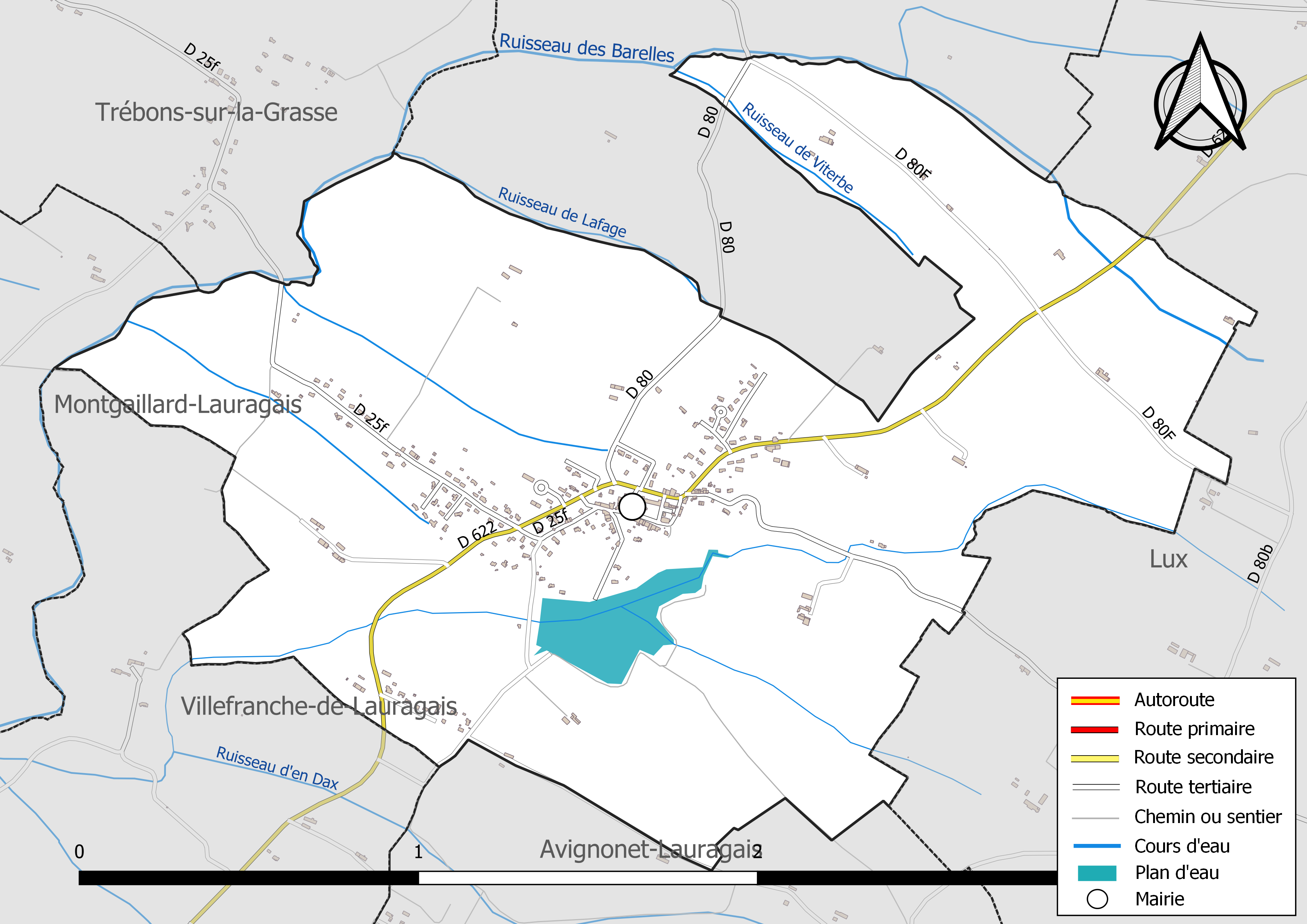
Réseaux hydrographique et routier de Vallègue.

La commune est dans le bassin de la Garonne, au sein du bassin hydrographique Adour-Garonne. Elle est drainée par le ruisseau des Barelles, le ruisseau de Lafage, le ruisseau de Viterbe et par deux petits cours d'eau, constituant un réseau hydrographique de 4 km de longueur totale,.

### Climat
Pour des articles plus généraux, voir Climat de l'Occitanie et Climat de la Haute-Garonne.
En 2010, le climat de la commune est de type climat du Bassin du Sud-Ouest, selon une étude s'appuyant sur une série de données couvrant la période 1971-2000. En 2020, Météo-France publie une typologie des climats de la France métropolitaine dans laquelle la commune est exposée à un climat océanique altéré et est dans la région climatique Aquitaine, Gascogne, caractérisée par une pluviométrie abondante au printemps, modérée en automne, un faible ensoleillement au printemps, un été chaud (19,5 °C), des vents faibles, des brouillards fréquents en automne et en hiver et des orages fréquents en été (15 à 20 jours).
Pour la période 1971-2000, la température annuelle moyenne est de 13,1 °C, avec une amplitude thermique annuelle de 15,3 °C. Le cumul annuel moyen de précipitations est de 738 mm, avec 10,4 jours de précipitations en janvier et 5,3 jours en juillet. Pour la période 1991-2020, la température moyenne annuelle observée sur la station météorologique la plus proche, située sur la commune de Ségreville à 7 km à vol d'oiseau, est de 13,4 °C et le cumul annuel moyen de précipitations est de 747,6 mm,. Pour l'avenir, les paramètres climatiques de la commune estimés pour 2050 selon différents scénarios d'émission de gaz à effet de serre sont consultables sur un site dédié publié par Météo-France en novembre 2022.

### Milieux naturels et biodiversité
Aucun espace naturel présentant un intérêt patrimonial n'est recensé sur la commune dans l'inventaire national du patrimoine naturel,,.

## Urbanisme

### Typologie
Au 1er janvier 2024, Vallègue est catégorisée commune rurale à habitat dispersé, selon la nouvelle grille communale de densité à sept niveaux définie par l'Insee en 2022.
Elle est située hors unité urbaine. Par ailleurs la commune fait partie de l'aire d'attraction de Toulouse, dont elle est une commune de la couronne,. Cette aire, qui regroupe 527 communes, est catégorisée dans les aires de 700 000 habitants ou plus (hors Paris),.

### Occupation des sols
L'occupation des sols de la commune, telle qu'elle ressort de la base de données européenne d’occupation biophysique des sols Corine Land Cover (CLC), est marquée par l'importance des territoires agricoles (87,9 % en 2018), en diminution par rapport à 1990 (100 %). La répartition détaillée en 2018 est la suivante : 
terres arables (83,9 %), zones urbanisées (12,1 %), zones agricoles hétérogènes (4 %). L'évolution de l’occupation des sols de la commune et de ses infrastructures peut être observée sur les différentes représentations cartographiques du territoire : la carte de Cassini (XVIIIe siècle), la carte d'état-major (1820-1866) et les cartes ou photos aériennes de l'IGN pour la période actuelle (1950 à aujourd'hui).

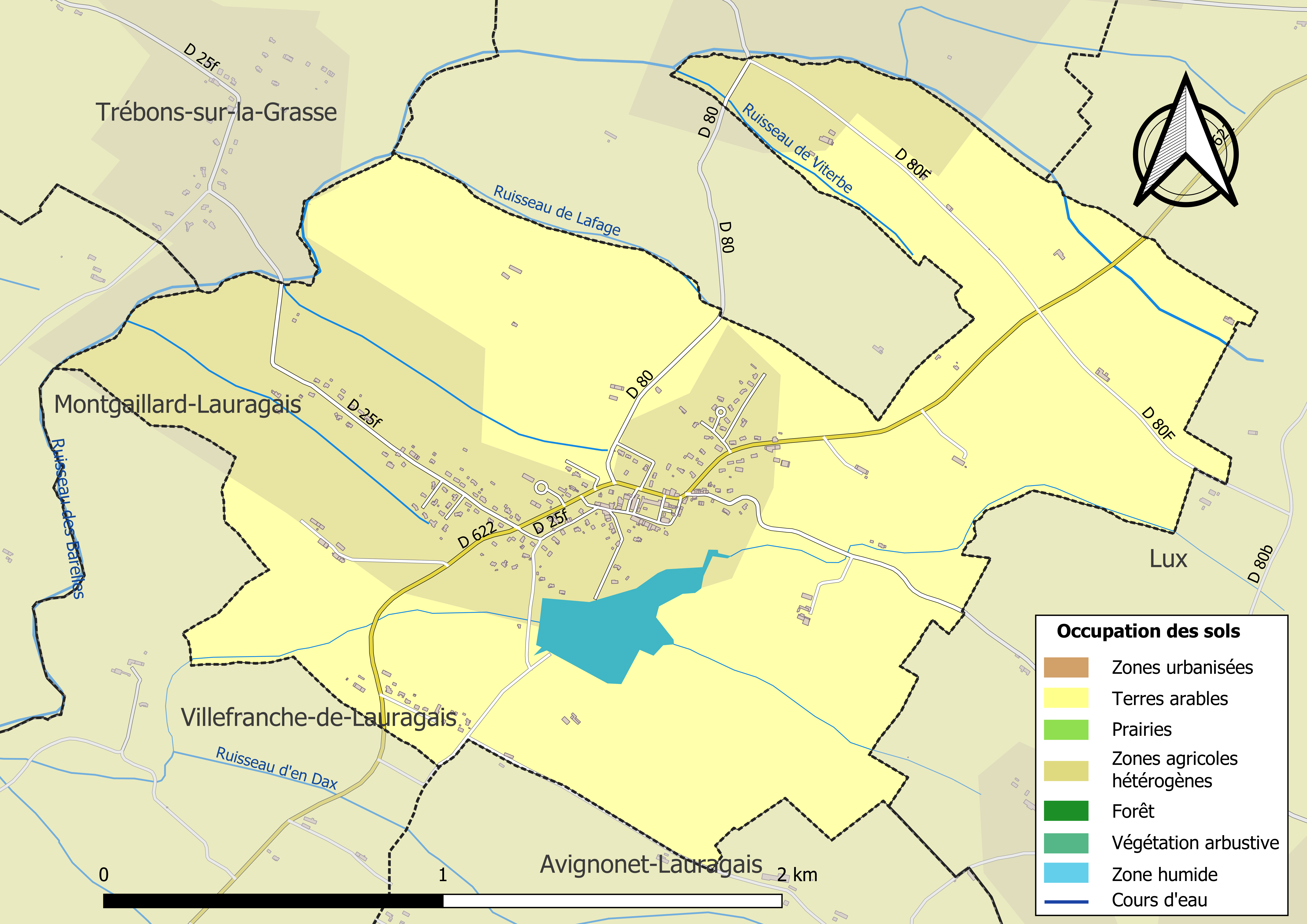
Carte des infrastructures et de l'occupation des sols de la commune en 2018 (CLC).

### Voies de communication et transports
L'axe routier Toulouse - Revel (D 622, ancienne route nationale 622) passe sur la commune.

### Risques majeurs
Le territoire de la commune de Vallègue est vulnérable à différents aléas naturels : météorologiques (tempête, orage, neige, grand froid, canicule ou sécheresse), inondations et séisme (sismicité très faible). Un site publié par le BRGM permet d'évaluer simplement et rapidement les risques d'un bien localisé soit par son adresse soit par le numéro de sa parcelle.
Certaines parties du territoire communal sont susceptibles d’être affectées par le risque d’inondation par débordement de cours d'eau, notamment La commune a été reconnue en état de catastrophe naturelle au titre des dommages causés par les inondations et coulées de boue survenues en 1982, 1996, 1998, 1999, 2000 et 2009,.

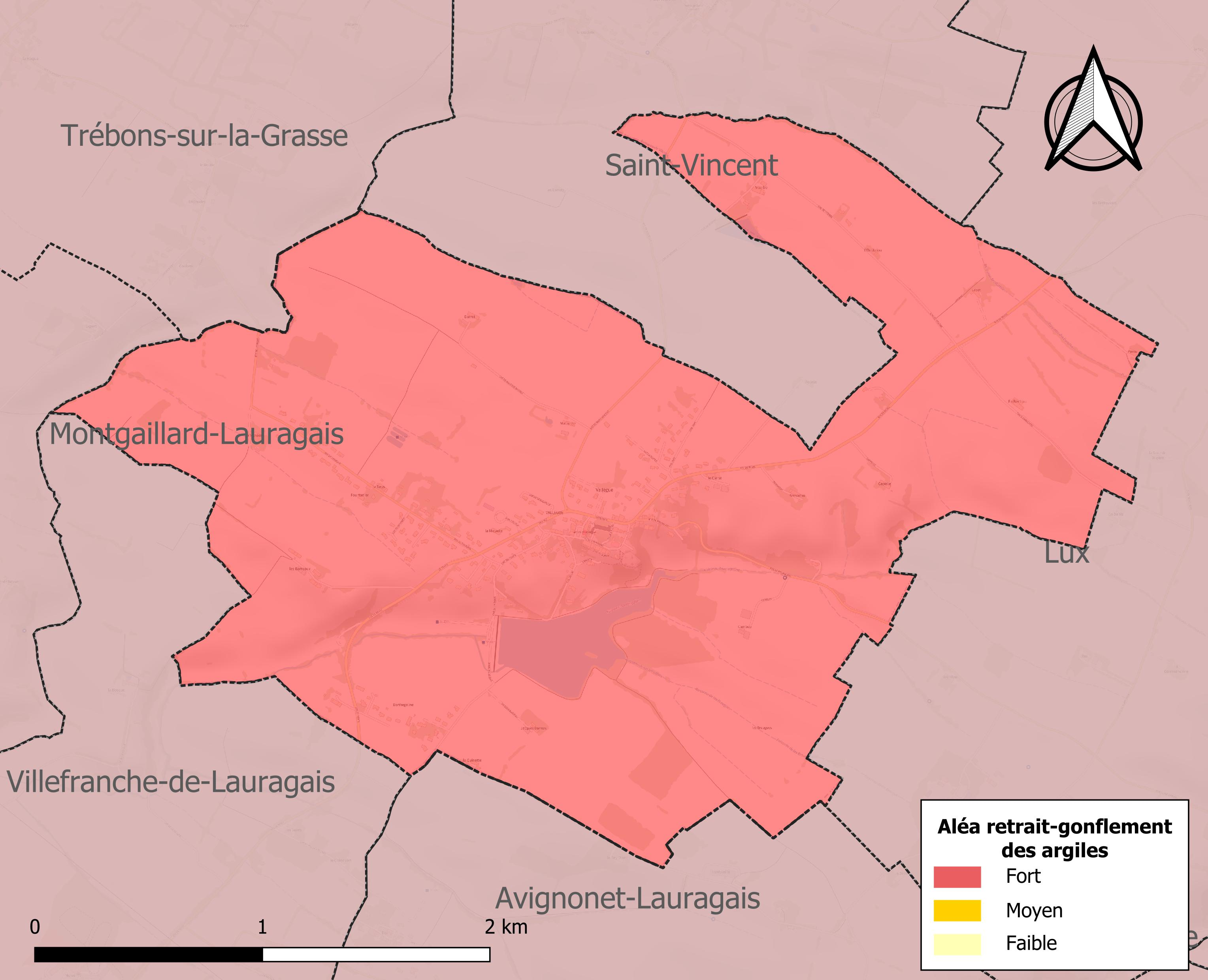
Carte des zones d'aléa retrait-gonflement des sols argileux de Vallègue.

Le retrait-gonflement des sols argileux est susceptible d'engendrer des dommages importants aux bâtiments en cas d’alternance de périodes de sécheresse et de pluie. La totalité de la commune est en aléa moyen ou fort (88,8 % au niveau départemental et 48,5 % au niveau national). Sur les 202 bâtiments dénombrés sur la commune en 2019, 202 sont en aléa moyen ou fort, soit 100 %, à comparer aux 98 % au niveau départemental et 54 % au niveau national. Une cartographie de l'exposition du territoire national au retrait gonflement des sols argileux est disponible sur le site du BRGM,.
Par ailleurs, afin de mieux appréhender le risque d’affaissement de terrain, l'inventaire national des cavités souterraines permet de localiser celles situées sur la commune.
Concernant les mouvements de terrains, la commune a été reconnue en état de catastrophe naturelle au titre des dommages causés par la sécheresse en 2003 et 2016 et par des mouvements de terrain en 1999.

## Histoire

### Héraldique
| Vallègue | Son blasonnement est : D'or au croissant de sable. |

## Politique et administration

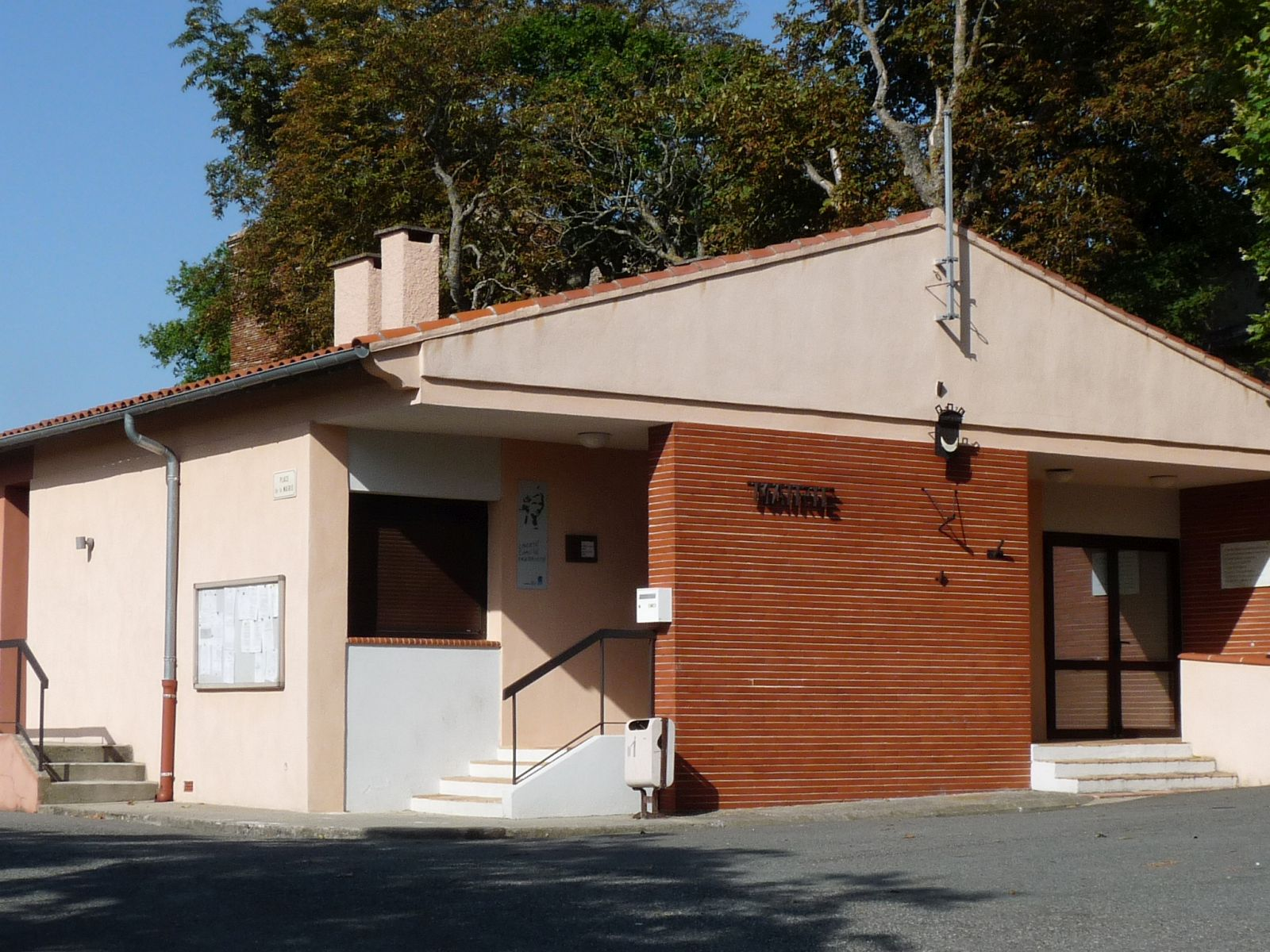
La mairie

### Administration municipale
Le nombre d'habitants au recensement de 2011 étant compris entre 500 et 1 499 habitants, le nombre de membres du conseil municipal pour l'élection de 2014 est de quinze,.

### Rattachements administratifs et électoraux
Commune faisant partie de la septième circonscription de la Haute-Garonne de la communauté de communes des Terres du Lauragais et du canton de Revel (avant le redécoupage départemental de 2014, Vallègue faisait partie de l'ex-canton de Villefranche-de-Lauragais) et avant le 1er janvier 2017 elle faisait partie de la communauté de communes Cap-Lauragais.

### Liste des maires
| Période                                  | Période  | Identité       | Étiquette | Qualité |
| ---------------------------------------- | -------- | -------------- | --------- | ------- |
| Les données manquantes sont à compléter. |          |                |           |         |
| 1983                                     | 2005     | Roger Carrière |           |         |
| 2005                                     | 2014     | Lucien Caunes  |           |         |
| 2014                                     | En cours | Rémy Zanatta   | SE        | Cadre   |

## Population et société

### Démographie
L'évolution du nombre d'habitants est connue à travers les recensements de la population effectués dans la commune depuis 1793. Pour les communes de moins de 10 000 habitants, une enquête de recensement portant sur toute la population est réalisée tous les cinq ans, les populations de référence des années intermédiaires étant quant à elles estimées par interpolation ou extrapolation. Pour la commune, le premier recensement exhaustif entrant dans le cadre du nouveau dispositif a été réalisé en 2004.

En 2022, la commune comptait 505 habitants, en évolution de −4,17 % par rapport à 2016 (Haute-Garonne : +8,02 %, France hors Mayotte : +2,11 %).
| 1793 | 1800 | 1806 | 1821 | 1831 | 1836 | 1841 | 1846 | 1851 |
| ---- | ---- | ---- | ---- | ---- | ---- | ---- | ---- | ---- |
| 526  | 277  | 332  | 300  | 298  | 280  | 313  | 301  | 300  |

| 1856 | 1861 | 1866 | 1872 | 1876 | 1881 | 1886 | 1891 | 1896 |
| ---- | ---- | ---- | ---- | ---- | ---- | ---- | ---- | ---- |
| 313  | 298  | 268  | 242  | 239  | 245  | 235  | 213  | 210  |

| 1901 | 1906 | 1911 | 1921 | 1926 | 1931 | 1936 | 1946 | 1954 |
| ---- | ---- | ---- | ---- | ---- | ---- | ---- | ---- | ---- |
| 205  | 197  | 185  | 195  | 190  | 163  | 169  | 163  | 171  |

| 1962 | 1968 | 1975 | 1982 | 1990 | 1999 | 2004 | 2006 | 2009 |
| ---- | ---- | ---- | ---- | ---- | ---- | ---- | ---- | ---- |
| 158  | 164  | 192  | 244  | 267  | 383  | 422  | 428  | 514  |

| 2014 | 2019 | 2022 | - | - | - | - | - | - |
| ---- | ---- | ---- | - | - | - | - | - | - |
| 524  | 519  | 505  | - | - | - | - | - | - |

| selon la population municipale des années : | 1968 | 1975 | 1982 | 1990 | 1999 | 2006 | 2009 | 2013 |
| Rang de la commune dans le département      | 412  | 331  | 253  | 286  | 246  | 247  | 228  | 235  |
| Nombre de communes du département           | 592  | 582  | 586  | 588  | 588  | 588  | 589  | 589  |

### Enseignement
Vallègue fait partie de l'académie de Toulouse.
L'éducation est assurée par un regroupement pédagogique intercommunal pour les classes de la maternelle au primaire avec les communes de Lux, Folcarde et Rieumajou. Les classes CP, CE1, CE2, CM1 et CM2 sont assurées sur la commune.

### Culture et festivités
Foyer rural, un arbre de la Liberté a été planté en 1998 à l'occasion du bicentenaire de la Révolution française. Comité des fêtes.

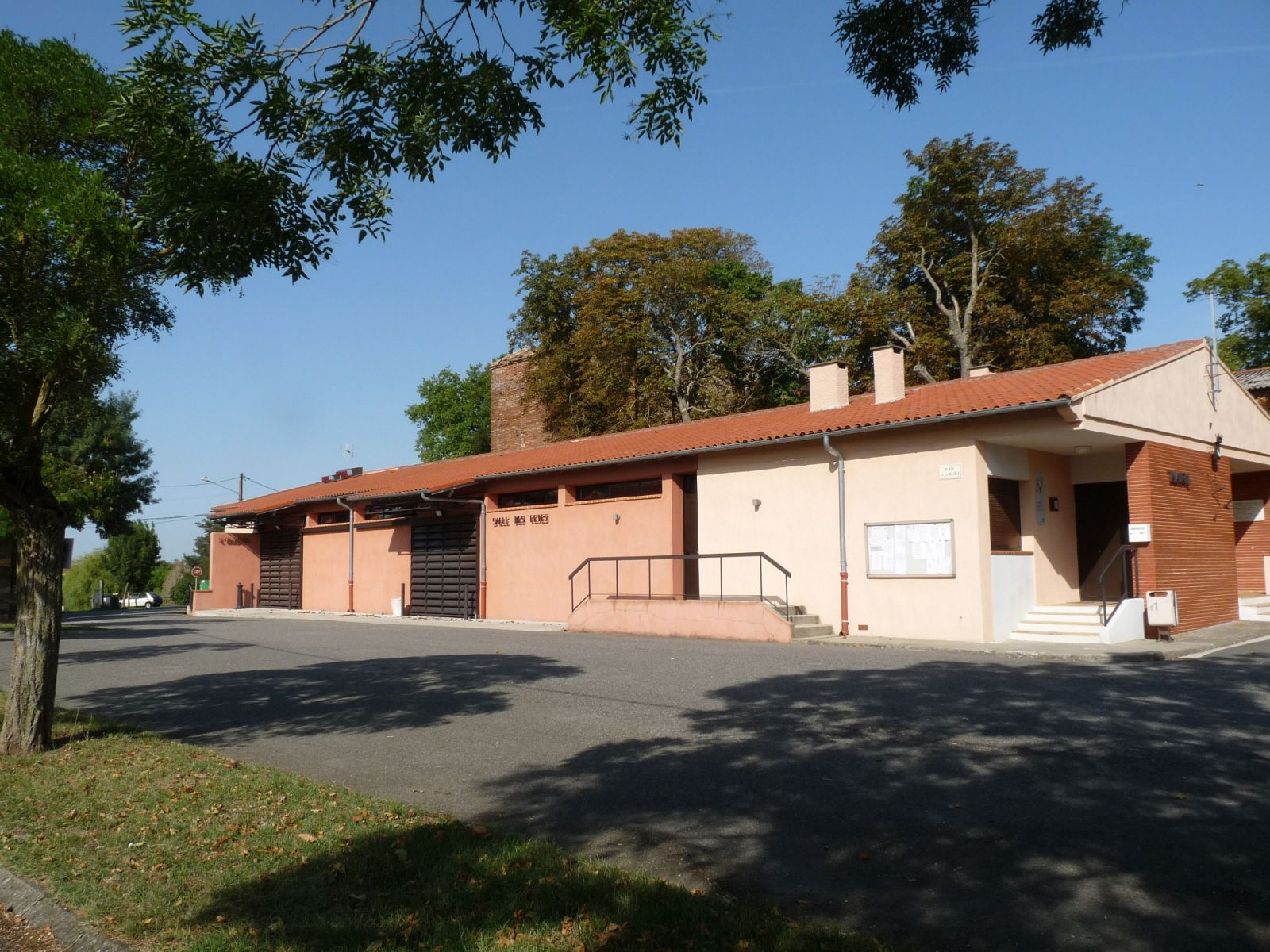
La salle des fêtes.
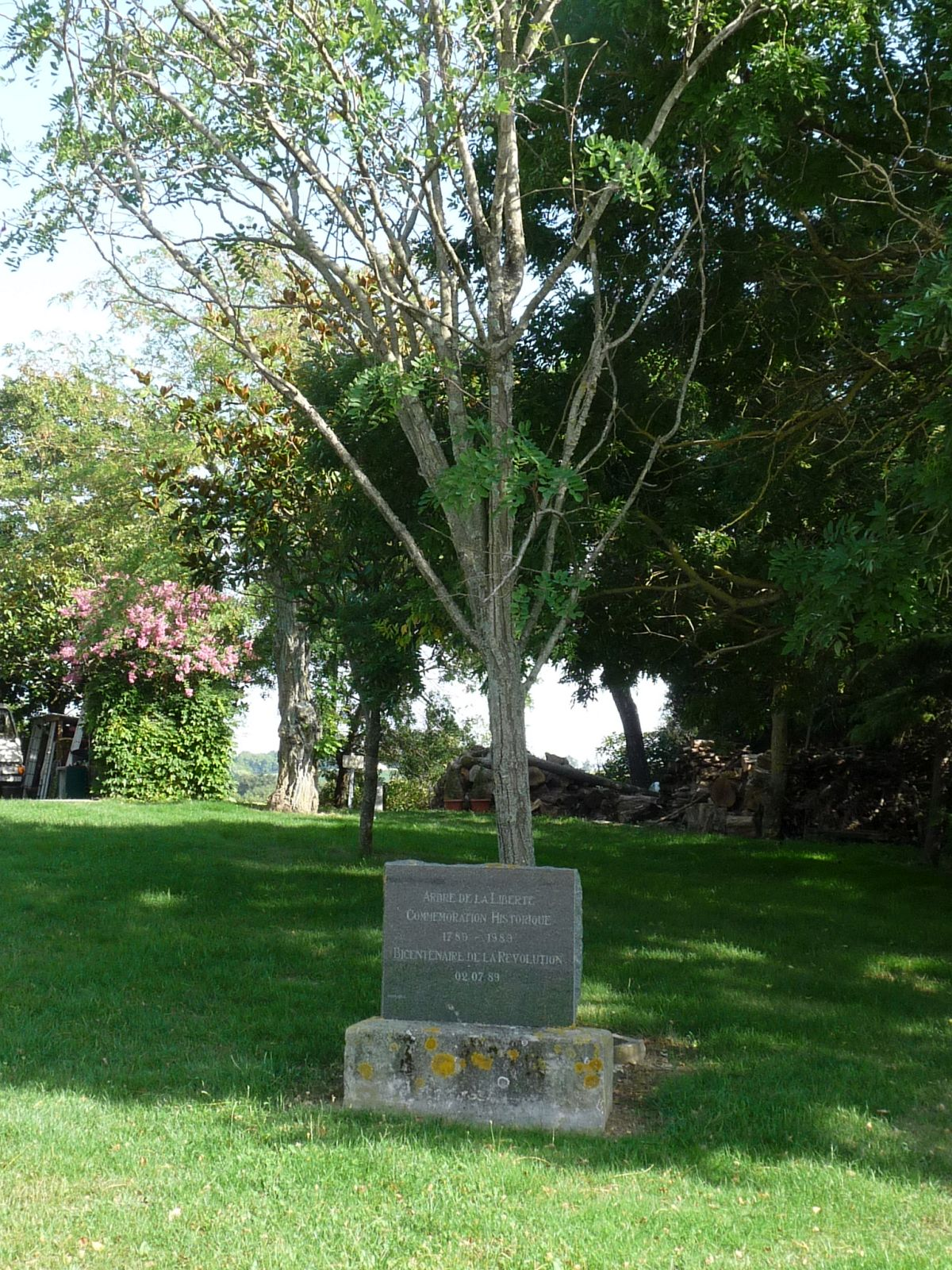
Arbre de la Liberté.

### Activités sportives
Pêche, chasse, randonnée pédestre, pétanque, gymnastique,

### Écologie et recyclage
La collecte et le traitement des déchets des ménages et des déchets assimilés ainsi que la protection et la mise en valeur de l'environnement se font dans le cadre de la communauté de communes des Terres du Lauragais.

## Économie

### Revenus
En 2018  (données Insee publiées en septembre 2021), la commune compte 196 ménages fiscaux, regroupant 526 personnes. La médiane du revenu disponible par unité de consommation est de 23 880 € (23 140 € dans le département).

### Emploi
|                | 2008  | 2013  | 2018  |
| -------------- | ----- | ----- | ----- |
| Commune        | 5,2 % | 5,4 % | 4,8 % |
| Département    | 7,7 % | 9,6 % | 9,3 % |
| France entière | 8,3 % | 10 %  | 10 %  |

En 2018, la population âgée de 15 à 64 ans s'élève à 335 personnes, parmi lesquelles on compte 79,3 % d'actifs (74,5 % ayant un emploi et 4,8 % de chômeurs) et 20,7 % d'inactifs,. Depuis 2008, le taux de chômage communal (au sens du recensement) des 15-64 ans est inférieur à celui de la France et du département.
La commune fait partie de la couronne de l'aire d'attraction de Toulouse, du fait qu'au moins 15 % des actifs travaillent dans le pôle,. Elle compte 40 emplois en 2018, contre 49 en 2013 et 59 en 2008. Le nombre d'actifs ayant un emploi résidant dans la commune est de 256, soit un indicateur de concentration d'emploi de 15,6 % et un taux d'activité parmi les 15 ans ou plus de 63,2 %.
Sur ces 256 actifs de 15 ans ou plus ayant un emploi, 24 travaillent dans la commune, soit 9 % des habitants. Pour se rendre au travail, 92,2 % des habitants utilisent un véhicule personnel ou de fonction à quatre roues, 3,5 % les transports en commun, 2 % s'y rendent en deux-roues, à vélo ou à pied et 2,4 % n'ont pas besoin de transport (travail au domicile).

### Activités hors agriculture
34 établissements sont implantés  à Vallègue au 31 décembre 2019. Le tableau ci-dessous en détaille le nombre par secteur d'activité et compare les ratios avec ceux du département,.
| Secteur d'activité                                                                                        | Commune | Commune | Département |
| Secteur d'activité                                                                                        | Nombre  | %       | %           |
| --- | ------- | ------- | ----------- |
| Ensemble                                                                                                  | 34      |         |             |
| Industrie manufacturière, industries extractives et autres                                                | 5       | 14,7 %  | (5,7 %)     |
| Construction                                                                                              | 11      | 32,4 %  | (12 %)      |
| Commerce de gros et de détail, transports, hébergement et restauration                                    | 2       | 5,9 %   | (25,9 %)    |
| Information et communication                                                                              | 1       | 2,9 %   | (4,1 %)     |
| Activités immobilières                                                                                    | 3       | 8,8 %   | (4,2 %)     |
| Activités spécialisées, scientifiques et techniques et activités de services administratifs et de soutien | 6       | 17,6 %  | (19,8 %)    |
| Administration publique, enseignement, santé humaine et action sociale                                    | 4       | 11,8 %  | (16,6 %)    |
| Autres activités de services                                                                              | 2       | 5,9 %   | (7,9 %)     |

Le secteur de la construction est prépondérant sur la commune puisqu'il représente 32,4 % du nombre total d'établissements de la commune (11 sur les 34 entreprises implantées  à Vallègue), contre 12 % au niveau départemental.

### Agriculture
|               | 1988 | 2000 | 2010 | 2020 |
| ------------- | ---- | ---- | ---- | ---- |
| Exploitations | 10   | 7    | 7    | 4    |
| SAU (ha)      | 413  | 528  | 644  | 511  |

La commune est dans le Lauragais, une petite région agricole occupant le nord-est du département de la Haute-Garonne, dont les coteaux portent des grandes cultures en sec avec une dominante blé dur et tournesol. En 2020, l'orientation technico-économique de l'agriculture  sur la commune est la culture de céréales et/ou d'oléoprotéagineuses. Quatre exploitations agricoles ayant leur siège dans la commune sont dénombrées lors du recensement agricole de 2020 (dix en 1988). La superficie agricole utilisée est de 511 ha,,.

## Culture locale et patrimoine

### Lieux et monuments
- L'église paroissiale Saint-Étienne.
- Le château de Vallègue, maison de maître des XIIIe, XVIe et XVIIIe siècles, est inscrit monument historique depuis 2003[40].
- Lac de Vallègue[41].

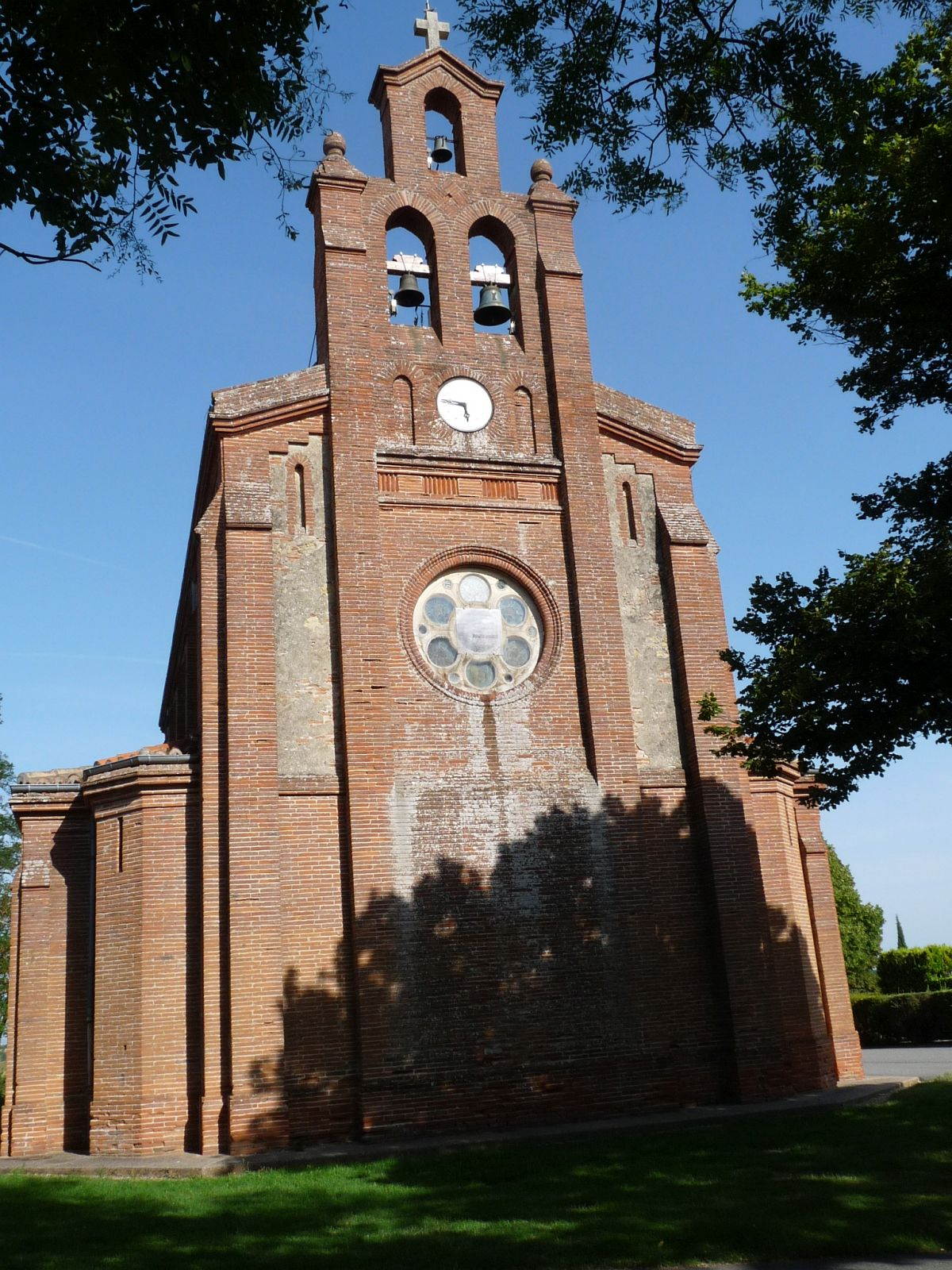
L'église Saint-Étienne.
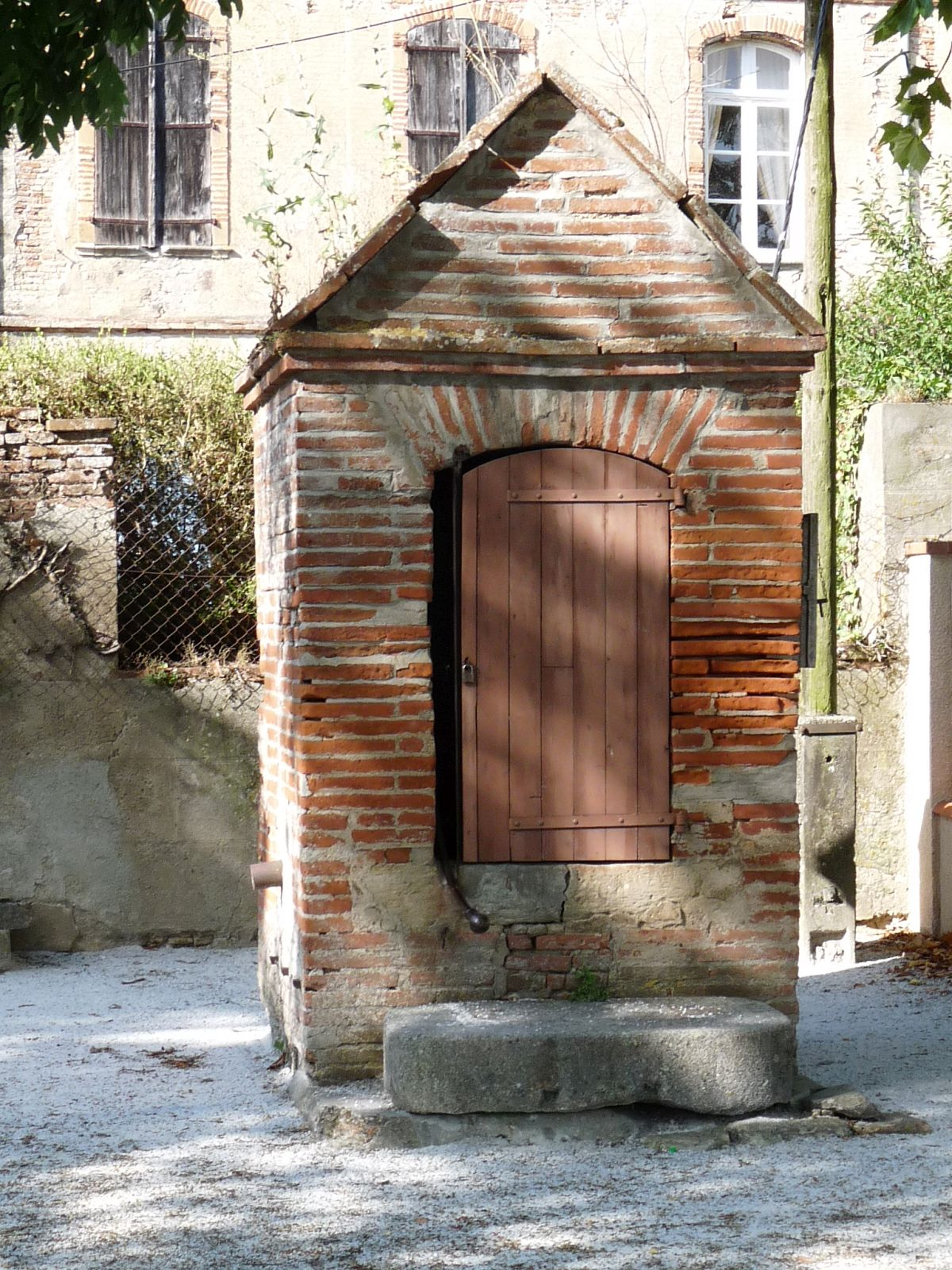
Fontaine du bourg.
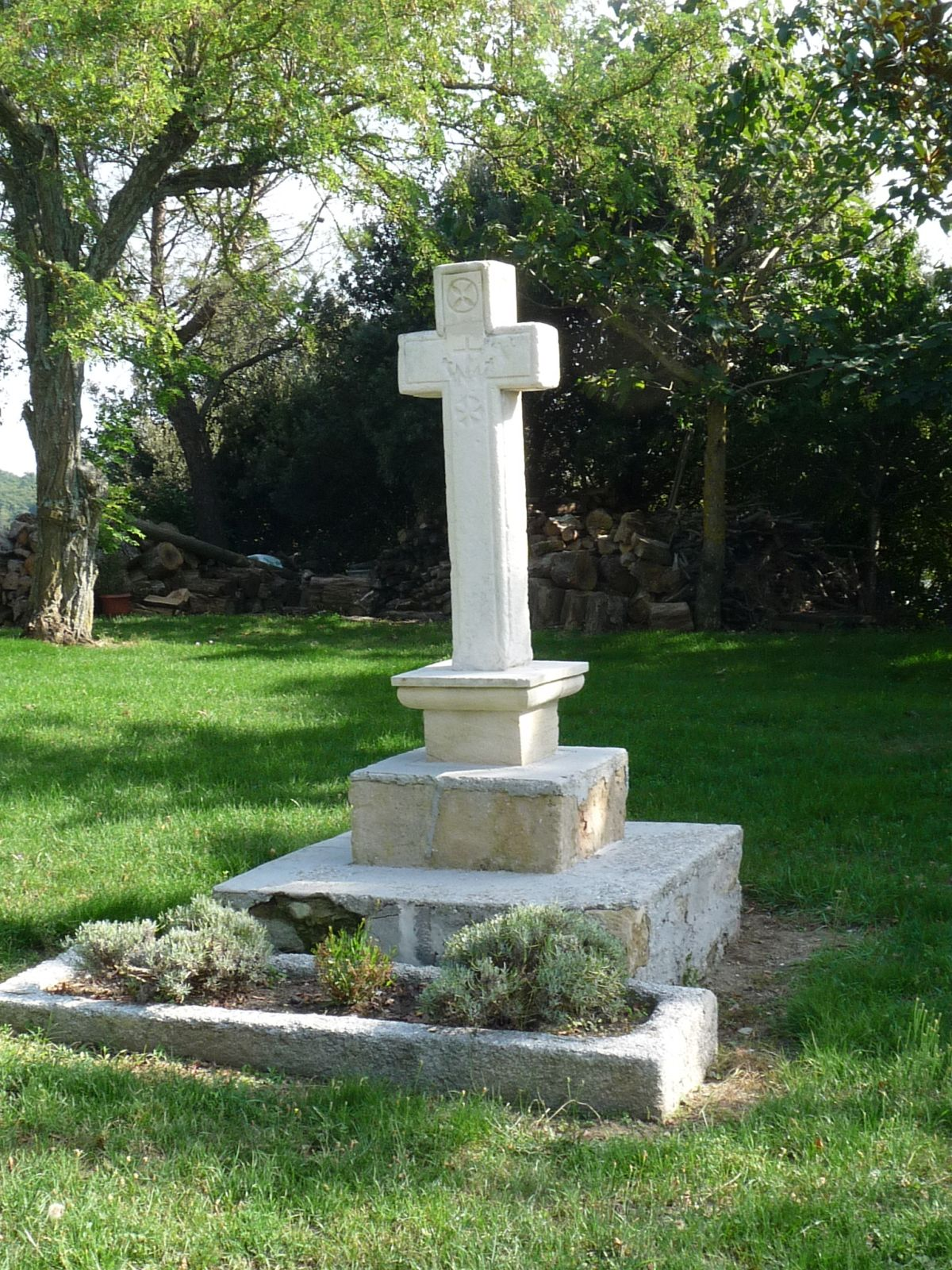
Croix.
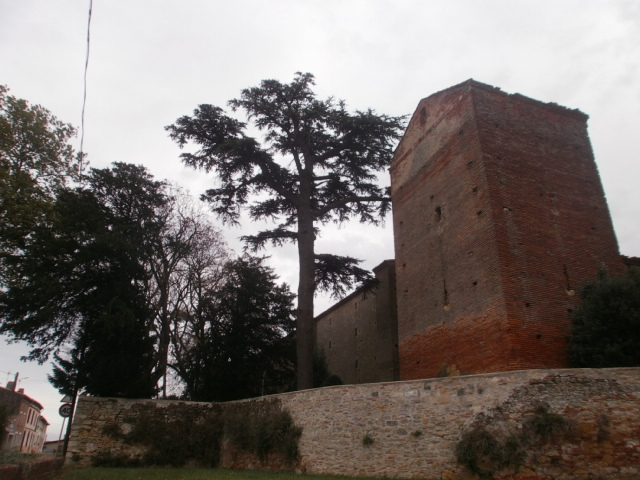
Tour extérieure du château.

## Pour approfondir